# 이본 레이너

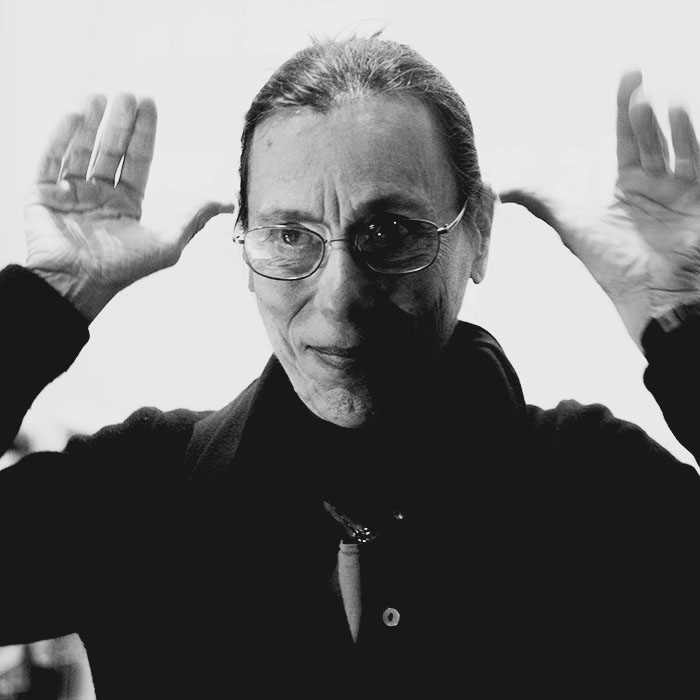
이본느 라이너 (2014년)

이본 레이너(영어: Yvonne Rainer, 1934년 11월 24일 ~ )는 미국의 댄서, 안무가, 영화 감독이다. 도전적이고 실험적인 작품을 만든 것으로 알려져 있다. 작품은 미니멀리스트 아트로 분류되기도 한다. 라이너는 현재 뉴욕에 거주하며 일하고 있다.